# Бирлик, Лейла
Лейла Бирлик (род. 3 марта 1974, Дерик) — курдский политик, член Демократической партии народов, член Великого национального собрания Турции в 2015-18 годах. Член исполнительного комитета и глава женского комитета Курдского национального конгресса.

## Биография
Возглавляла местный совет демократической партии народов в Ширнаке. В июне 2015 была избрана от Ширнака в Великое национальное собрание Турции, переизбрана в ноябре того же года.
4 ноября 2016 года была арестована. Вместе с ней были арестованы другие члены ВНСТ от Демократической партии народов — Нурсель Айдоган, Селахаттин Демирташ, Идрис Балукен, Фиген Юксекдаг и Гюльсер Йылдырым. Бирлик было предъявлено обвинение в оскорблении президента Турции Реджепа Эрдогана, совершённое в ходе произнесения речи в 2015 году, а также в терроризме за посещение похорон своего убитого шурина, который по данным властей являлся членом Рабочей партии Курдистана, признанной в Турции террористической организацией. Арестованную Бирлик хотели посетить европейские парламентарии, но власти Турции не позволили им сделать это. 4 января 2017 года Лейла Бирлик была освобождена до суда, но ей было запрещено выезжать за границу. В январе 2018 года Бирлик была признана виновной в оскорблении президента и приговорена к одному году 9 месяцам тюремного заключения. Позднее на приговор была подана апелляция.
В августе 2018 года Лейла Бирлик бежала в Грецию и подала там прошение об убежище. В декабре того же года турецкий суд признал её виновной в нарушении закона о митингах и манифестациях и приговорена ко второму тюремному сроку. Из Греции Бирлик переехала в Германию, где тоже подала на убежище. Там её прошение было удовлетворено. В ноябре 2018 года появились сведения, что файл с информацией о Бирлик попал в руки турецких властей после того, как ими был арестован юрист немецкого посольства.

## Личная жизнь
Замужем за Мехметом Бирликом, есть ребёнок. В октябре 2015 года её шурин Хаджи Локман Бирлик был убит турецкими полицейскими, после этого они привязали его тело к своей машине и провезли по улицам Ширнака. Позднее отец Хаджи Локман Бирлика был арестован за посещение похорон сына.